# Voces anónimas

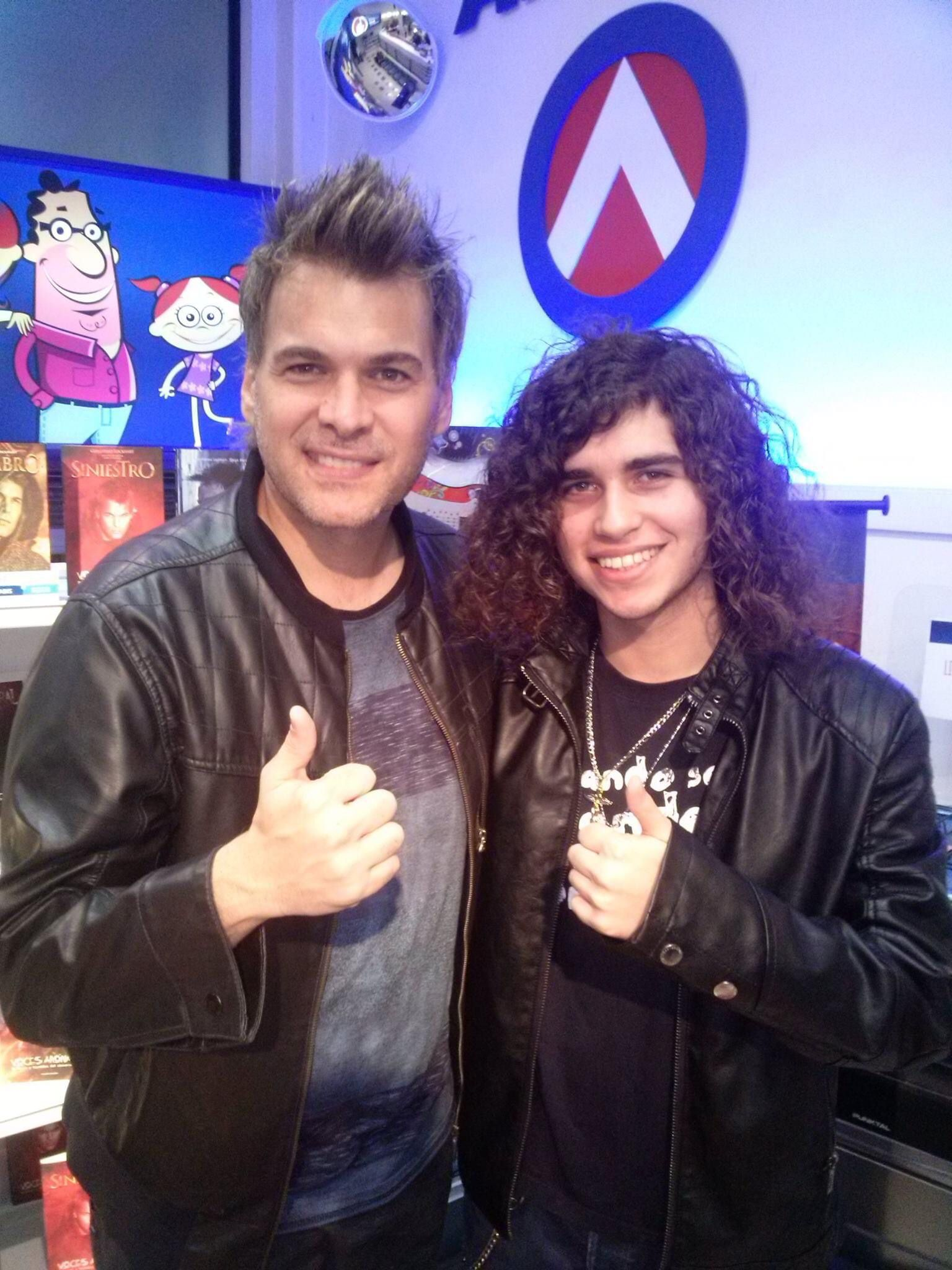
Guillermo Lockhart

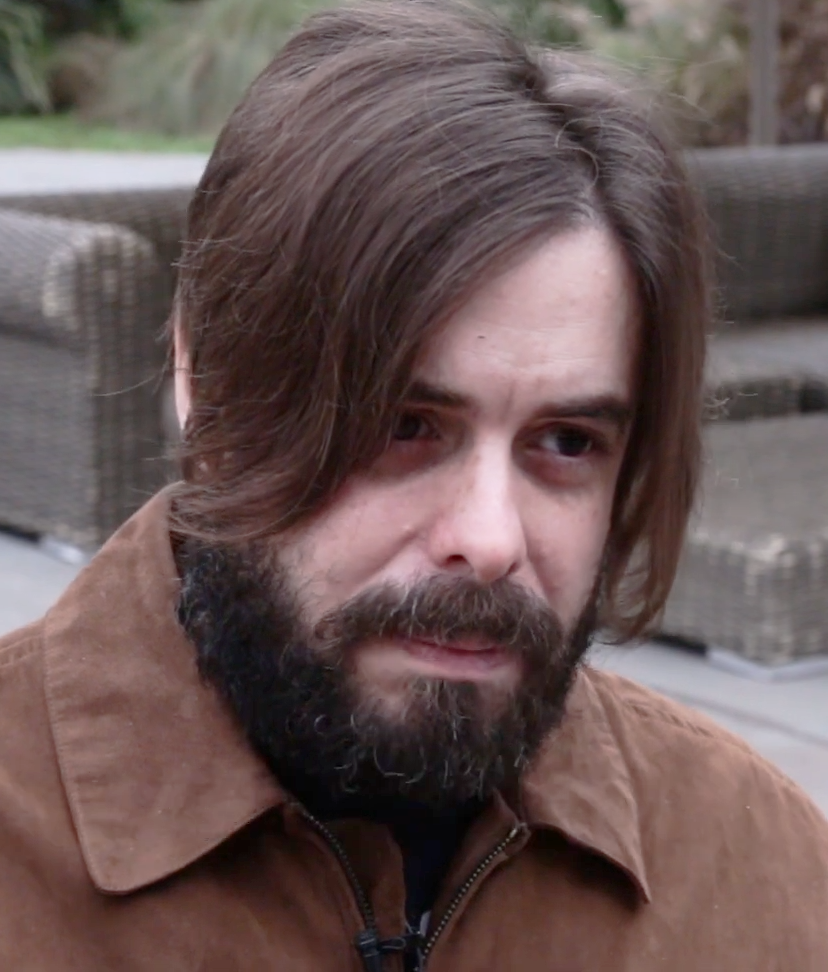
Ángel David Revilla

Voces Anónimas es un programa de televisión uruguayo emitido por VTV (Uruguay). Comenzó a emitirse el 30 de abril de 2006; en su primera temporada contó con 13 emisiones. Luego, y debido al éxito de la primera temporada, la producción decidió rodar la segunda temporada con 18 emisiones, con muchas más historias nacionales e internacionales, que comienza en el 2008. La producción tenía planeada una tercera temporada (gracias al gran éxito de la primera y segunda), para el 2009 pero debido a un retraso se decidió hacer Voces Anónimas: De Colección siendo otro gran éxito en la televisión uruguaya.[cita requerida] Las temporadas 1 y 2 de Voces Anónimas fueron dirigidas por Lockart y Marcelo Daniel Savio.  En 2010, como se tenía previsto, la tercera temporada se emitió durante ese año con 21 episodios, la temporada con mayor historias que tuvo hasta ahora, culminando en 2011. La cuarta temporada se inició a finales de 2012 y culminó a mediados de 2013, siendo enorme su éxito dentro y fuera de Uruguay. En 2015 se emitió la quinta temporada. En 2018, se inició una sexta temporada. En 2020 se emitió una recopilación de todos los episodios ya emitidos, con algunos cortos exclusivos, especiales, y avances de la séptima temporada, a estrenarse el 30 de abril de 2021.
El programa se emitió en el 2010 en Asia, distribuido por Flor Latina Entertainment Group, alcanzando buenos niveles de audiencia.

## Origen
Voces Anónimas partió de una inquietud personal de Guillermo Lockhart; creador, conductor y productor del programa. Su éxito, su posición como objeto de culto y una gran legión de admiradores y adeptos demuestran que la inquietud, aunque no expuesta, era compartida por todos. En todas sus versiones, ya sea en los ciclos televisivos emitidos por Teledoce logró excelentes niveles de audiencia y sus libros son superventas.[cita requerida]

## Presentadores
| Año             | Presentador        |
| --------------- | ------------------ |
| 2006 - presente | Guillermo Lockhart |

## Descripción
Cada programa de Voces Anónimas cuenta un hecho ficticio, sobrenatural o paranormal (historia de drama, aventura, misterio, terror, romántica, de fantasmas, espíritus, etc.) contadas por narradores tales como Néstor Ganduglia (desde el 2006 hasta 2015), Angel David Revilla (Recurrente) y Walter Díaz Ovalle (desde el 2007), incluso algunas historias son contadas por el protagonista de la misma.
En cada programa se relatan dos historias, a excepción de la temporada Voces Anónimas: De Colección, en la cual se emitieron 3 historias por programa y la temporada Voces Anónimas V: Limbo, donde encontramos hasta 4 historias. 
Un hecho particular se suscitó cuando en uno de los episodios de la primera temporada llamado "La Viuda Negra" en una casona señorial de la zona de Lezica, la dueña de dicha edificación les inició juicio, ya que las escenas en las que muestran las ventanas de esa casa, fueron sin consentimiento ni aviso o acuerdo por parte de la producción del programa y sus moradores. Así como también las escenas donde aparecía la tan afamada muñeca dentro de la casa, eran sets montados en diferentes locaciones de los estudios que ellos tienen para dichos fines.

## Premios y nominaciones
| Año  | Premio                                                 | Dirigido       | Resultado |
| ---- | ------------------------------------------------------ | -------------- | --------- |
| 2011 | Premio Iris, mejor programa testimonial y/o documental | Voces Anónimas | Nominados |
| 2012 | Premio Iris, mejor programa testimonial y/o documental | Voces Anónimas | Nominados |

## Libros
- 2008, Voces anónimas. Con historias de la primera y segunda temporada.
- 2009, Voces anónimas II. Con historias de la primera y segunda temporada, más adelantos de historias de la tercera temporada.
- 2010, Voces anónimas III. Con historias de la primera, segunda y tercera temporada.
- 2011, Voces anónimas: Oculto. Con historias que podrían haber salido al aire en temporadas anteriores.
- 2012, Voces anónimas IV. Con muchas más historias de este programa, pero sobre todo sobre la cuarta temporada.
- 2013, Voces anónimas (Siniestro) Con historias de la cuarta temporada y algunas nuevas.[3]
- 2014, Voces anónimas (Macabro). Historias de la cuarta y quinta temporada.
- 2015, Voces anónimas V (Limbo). Historias de la quinta temporada, (a excepción de "El jinete que no llega" que fue emitida en la segunda temporada,  "Los vecinos del IC20", que fue emitida en la tercera temporada, y "Slenderman" que fue emitida en la sexta temporada).
- 2015, Voces anónimas (Sobrenatural). Historias posiblemente de la sexta temporada.
- 2016, Voces anónimas (Resplandor). Historias posiblemente de la sexta temporada.
- 2017, Voces anónimas (Críptico). Historias posiblemente de la sexta temporada.
- 2017, Voces anónimas (Leyenda). Algunas historias de las primeras cinco temporadas reeditadas más algunas que posiblemente formen parte de la sexta temporada.
- 2018, Voces anónimas (Épico). Historias posiblemente incluidas en la sexta temporada.
- 2018, Voces anónimas (Dimensión Secreta)
- 2019, Voces anónimas (Inframundo)
- 2020, Voces anónimas (Juegos prohibidos)
- 2020, Voces anónimas (El símbolo de la muerte)
- 2021, Voces anónimas (Terror Psicológico)
- 2022, Voces anónimas (Voces del alma)

## Historias
Voces Anónimas ha tenido en total de las 4 temporadas 50 capítulos en total, compuestos por una historia o dos. En 2015 se emitió la quinta temporada, basada en el libro Limbo, con hasta 4 o 5 historias por emisión.

### Voces Anónimas (2006)
- Bienvenido al nuevo mundo.
- Jugando a la escondida.
- El perro gaucho.
- El Tesoro de las Masilotti.

- Chalet Bonomi
- El altillo de Clarita.
- El mensaje de la fuente.
- La viuda negra.
- El destino de Artagaveytia.
- Aullidos en la plaza Lafone.
- La pasajera.
- Alicia del buceo.
- Los aparecidos.
- La tumba del negro.
- Los sueños del inglés.
- El águila de piedra.
- El Molino Quemado
- El Juego de la Copa
- El fantasma del tinglado.
- La degollada de la rambla Wilson.
- El ascensor del BPS.
- La carreta.
- La fiesta.
- Doctor Lenguas.
- La llorona del parque rivera.
- Creer o reventar.

### Voces Anónimas II (2007-2008)
La segunda temporada tuvo 17 capítulos de 2 historias, 16 capítulos, 2 historias y 2 capítulos.
- La ciudad de los muertos.
- La sombra del Ipoll.
- El monstruo de Margat.
- La niñera.
- La Santa Compaña.
- La gruta del ermitaño.
- El diablo en la discoteca.
- El juego prohibido.
- El chat del infierno.
- Los mellizos.
- El Luisón.
- El mito del zorzal.
- Solas en la oscuridad.
- El perro gaucho.
- El jinete que no llega.
- La niña del ascensor.
- El héroe de arroyo el oro.[Nota 1]
- El fantasma del puente de piedra.
- El cuadro de Clarita.[Nota 2]
- El mensaje final.
- El negrito de pastoreo.
- El último taxi.
- La decapitada del Timote.
- Poltergeist.
- El molino quemado.
- El Cortijo Jurado.
- La leyenda de la taba.
- Emi, mi mejor amigo.
- La peña de los enamorados.
- El regreso de la llorona.
- Creer o reventar 2.

### Voces Anónimas III (2010-2011)
La tercera temporada tuvo 21 programas con 40 historias en total.
- Una Sombra en la Ventana.
- Blindmaiden.com.
- La Otra Familia.
- La Llamada Imposible.
- Chau Mamá.
- La Casa de Los Mellizos.
- No Solo Los Perros Lamen.
- Santa Gilda.
- El Secreto de las Torres.
- Bloody Mary.
- Ella No Tuvo La Culpa.
- La Casa de Rivera.
- Los Muertos de la Casa.
- Amistad Virtual.
- El Fotógrafo Morboso.
- La Calera de las Huérfanas.
- El Extraño de la Carretera.
- La Llorona: El Origen.
- El Testamento Falso.
- El Juego de Jip.
- El Infierno en la Tierra.[Nota 3]
- La Joven que Murió Dos Veces.[Nota 4]
- Los Vecinos del IC20.
- Eso Eris: La Momia.
- La Leyenda del Dóberman.
- Terror en Paso de las Piedras.
- La Maldición del Italpark.
- Anuncio Mortal.
- Abdón Porte.
- El Diablo está en el Maizal.
- No Estás Sola.
- El Hombre del Hacha.
- El Espíritu Maligno.
- El Baile de la Muerte.
- Amityville.
- Un Extraño en la Fiesta.
- Jack el Destripador.
- La Carrera de los Degollados.
- La Aparecida de la Ruta 3.
- Creer o Reventar.

### Voces Anónimas IV (2012-2014)
La cuarta temporada tuvo 31 historias siendo la más exitosa y larga de la serie.
- La Mansión Abandonada.
- Nueve Veces Verónica.
- El Héroe de Aguas Dulces.
- La Llamada de la Muerte.
- Aullido de viernes.
- La Niña del Carrusel.
- El Rostro Amenazante.
- El Palacio Salvo.
- La dama Solitaria.
- El Juego del Libro Rojo.
- La Casa de la Ruta 5.
- Amigos Imaginarios.
- La Isla de las muñecas.
- Visita del Más Allá.
- La Aurora.
- Miedo en el Cementerio.
- Candle Cove.
- Entidades Tenebrosas.
- La Estancia Siniestra.
- El Otro Niño.
- La Mirada de Clarita.
- Debajo de la Cama.
- Villa Argentina.
- La Última Misión.
- El Intruso.
- Las Momias de Guanajuato.
- Prueba de Ingreso.
- Isla de Flores.
- El Diablo en el Espejo.
- La Llorona: La Prueba.
- La Última Llamada.
- La Mansión Curbelo-Báez.
- No Mires Atrás.
- El Mimo.
- Cita con la Muerte.
- El Hermano Siniestro.[Nota 5]
- El Retorno del Alquimista.
- La Criatura del Monte.[Nota 6]
- Arrastrando Almas.
- Creer o reventar.

### Voces Anónimas V (2015)
Está basada en los libros Siniestro, Macabro y Limbo.
- Caso Bariloche.
- El mendigo del túnel.
- El niño del supermercado.
- El payaso de la mecedora.
- La mansión Winchester.
- La última carrera.
- Fiesta macabra.
- El pedido de Dora.
- The rake.
- La hazaña de Kenia.
- Gran Hotel Viena.
- Suerte que no prendiste La Luz.
- El retrato de la dama de azul.
- La tumba de Nachito.
- La extraña muerte de Elisa Lam.
- El cuervo.
- La hija del molinero.
- Baby Blue.
- Almas rotas.
- Hotel Central.
- Las sombras de la isla Martín García.
- Finta.
- Cita con el futuro.
- Graf Spee.
- Las marionetas macabras.
- La momia de la casa de los espantos.[Nota 7]
- La habitación 32.
- Deep web.
- Robert, el muñeco maldito.

### Voces Anónimas VI (2018)
Está basada en los libros Sobrenatural, Resplandor, Críptico, Épico y Voces Anónimas VI.
- Enterrada viva.
- El juego de la ventana.
- La casa de la palmera.
- Slender Man.
- Encuentros cercanos.
- Invocando a la Llorona.
- Hipnofobia.
- Día de los muertos.
- El espectro del teatro circular.[Nota 8]
- Parálisis del sueño.
- El autobús fantasma.
- El amigo fiel.
- El demonio del palacio Walker.
- El fantasma de la doctora Pomoli.
- El extraño.
- Vidas pasadas.[Nota 9]
- La anciana.
- El hotel Cervantes.
- El tablero infernal.
- Sour Candy.
- La nueva vecina.
- El niño llorón.
- Ocurrió en una ruta durante la noche.
- La santa de Melo.
- El demonio de rodaje.
- Amigos del Más Allá.